# Златко Бурич
Златко Бурич (хорв. Zlatko Burić ; (13 травня 1953 , Осієк, Соціалістична Республіка Хорватія, Федеративна Народна Республіка Югославія )) — данський актор хорватського походження.
Найбільш відомий за ролями у трилогії «Дилер» (1996–2005) Ніколаса Віндінґа Рефна та фільмі «Трикутник смутку» (2022). За останню отримав Європейський кіноприз найкращому актору та Золотий жук.

## Біографія
Народився в хорватському місті Осієк, де й здобув акторську освіту в студії Драмскій в 1972 році.
У 1981 році разом зі своєю цивільною дружиною та трьома дітьми переїхав до Данії, де вони одружилися лише 7 жовтня 1998 року.
Першу роль Златко Бурич зіграв у телефільмі Kugla glumiste.
У кіно з'являвся в кількох успішних данських фільмах у 1990-х і 2000-х роках, в основному це були фільми Ніколаса Віндінга Рефна, наприклад "Той, що спливає кров'ю" і трилогія "Дилер", у першій частині якої в 1996 році йому вдався прорив.
У 2009 році знявся у фільмі про апокаліпсис "2012" у ролі російського мільярдера Юрія Карпова.

## Фільмографія
| Рік  |    | Українська назва       | Оригінальна назва            | Роль                 |
| ---- | -- | ---------------------- | ---------------------------- | -------------------- |
| 1996 | ф  | Дилер                  | Pusher                       | Міло                 |
| 1998 | ф  | Ангел ночі             | Nattens engel                | таксист              |
| 1999 | ф  | Той, що стікає кров'ю  | Bleeder                      | Кічо                 |
| 1999 | ф  | Цацикі та поліцейський | Tsatsiki, morsan och polisen | батько Цацикі        |
| 2000 | мф | Допоможіть! Я риба     | Hjælp, jeg er en fisk        | водій автобуса       |
| 2001 | ф  | Все перекидком         | En kort en lang              | таксист              |
| 2002 | ф  | Одне пекельне Різдво   | One Hell of a Christmas      | Ібрагім              |
| 2002 | ф  | Брудні принади         | Dirty Pretty Tings           | Іван                 |
| 2003 | кф | Ковач                  | Covac                        | вчений               |
| 2004 | ф  | Дилер 2                | Pusher II                    | Міло                 |
| 2005 | ф  | Дилер 3                | Pusher III                   | Міло                 |
| 2006 | с  | Йоганна в лісі тролів  | Johanne i Troldeskoven       | Тролль (13 епізодів) |
| 2008 | кф | Стельові               | Löftet                       | Горан                |
| 2009 | ф  | 2012                   | 2012                         | Юрій Карпов          |
| 2012 | ф  | Дилер                  | Pusher                       | Міло                 |
| 2012 | ф  | День Святого Георгія   | St George's Day              | Володимир Сухов      |
| 2014 | с  | 1864                   | 1864                         | Іґнаціо (4 епізоди)  |
| 2018 | ф  | За мрією               | Teen Spirit                  | Влад                 |
| 2018 | ф  | Курськ                 | Kursk                        | Кулькін              |
| 2019 | ф  |                        | Killerman                    | Періко               |
| 2021 | ф  | Сигнал лиха            | Mayday                       | Макс                 |
| 2022 | ф  | Трикутник смутку       | Triangle of Sadness          | Дмітрій              |
| 2023 | с  | Ковбой із Копенгагена  | Copenhagen Cowboy            | Мирослав (4 епізоди) |
| 2024 | ф  | Чутки                  | Rumours                      | Джонас Глоб          |
| 2024 | ф  | Самотні вовки          | Wolfs                        | Дімітрій             |
| 2025 | ф  | Супермен               | Superman                     | Василь Гуркос        |

## Нагороди та номінації
- За роль у фільмі «Дилер» отримав нагороду «Боділь» як найкращий актор другого плану (1997).
- За роль у фільмі «Трикутник смутку» отримав нагороду «Європейський кіноприз» як найкращий актор (2022).